# Liješće (Ozalj)
Liješće is een plaats in de gemeente Ozalj in de Kroatische provincie Karlovac. De plaats telt 51 inwoners (2001).